# درخشان‌ماهی باله‌پرچمی
درخشان‌ماهی باله‌پرچمی (نام علمی: Pteronotropis signipinnis) یک گونه از ماهیان پرتوبالگان خانواده کپورماهیان (minnows)، در راسته کپورماهی‌سانان است.